# Dendrobium imbricatum
Dendrobium imbricatum är en orkidéart som beskrevs av Johannes Jacobus Smith. Dendrobium imbricatum ingår i släktet Dendrobium, och familjen orkidéer. Inga underarter finns listade i Catalogue of Life.